# Ludvig Meyer
Ludvig Meyer, född 22 april 1861 i Åsgårdsstrand, död 3 januari 1938 i Asker, var en norsk jurist och politiker.
Meyer tog 1882 juridisk ämbetsexamen och började därefter genast deltaga i det offentliga livet. Han gjorde sig snart bemärkt genom sin vältalighet och oräddhet, särskilt som medlem av Studentersamfundet. Sedan 1885 utövade han advokatverksamhet i Kristiania. Han förde med stor duglighet bohemförfattaren Hans Jægers sak i det bekanta tryckfrihetsmålet mot denne 1885–86.
Meyer anslöt sig inom politiken till Arbeiderpartiet, redigerade 1898–99 partiets huvudorgan "Social-Demokraten" och var några år representant för partiet i huvudstadens kommunalstyrelse. År 1903 bröt han med Arbeiderpartiet och deltog därefter i den politiska diskussionen endast genom broschyrer och tidningsartiklar. Bland de förra märks Socialistisk beskatning og samfundsordning (1917). Efter schismen inom Arbeiderpartiet 1921 tillhörde han under en tid Norges Kommunistiska Parti.